# حصة بنت سلمان آل سعود
حصة بنت سلمان بن عبد العزيز آل سعود 4  تِشْرين الثاني 1975 )، هي الرئيسة الفخرية لجمعية المسؤولية المجتمعية. والابنة الوحيدة للملك سلمان بن عبد العزيز آل سعود، والأخت غير الشقيقة للأمير محمد بن سلمان بن عبد العزيز آل سعود. والدتها هي الراحلة الأميرة سلطانة بنت تركي بن أحمد السديري التي لقبّت بـ«أميرة الخير» لسخائها في الأعمال الخيرية والتي توفيت في غرّة رمضان 1432هـ الموافق أغسطس 2011 عن عمر يناهز 71 عامًا، وذلك إثر إصابتها بمرض عانت منه لسنوات.

## نبذه
الأميرة حصة بنت سلمان بن عبد العزيز آل سعود من مواليد مدينة الرياض، هي الرئيسة الفخرية لجمعية المسؤولية المجتمعية، وهي الجمعية الأولى المتخصصة في تجسير العلاقات بين القطاعات الثلاثة «الحكومية، الخاصة، وغير الربحية». وتولت المنصب في 2 يونيو 2020، كما أنها تشغل منصب أستاذ محاضر بكلية الحقوق والعلوم السياسية في جامعة الملك سعود.

## حياتها
عقد قران الأميرة حصة بنت سلمان بن عبد العزيز آل سعود من سمو الأمير فهد بن سعد بن عبد الله بن تركي آل سعود، مستشار مكافحة الجريمة بالمرتبة الخامسة عشر بوزارة الداخلية منذ الثاني من شهر فبراير لعام 2021. أقام الحفل شقيقها الأمير سلطان بن سلمان بن عبد العزيز آل سعود بحضور الأمير فيصل بن بندر بن عبد العزيز آل سعود أمير منطقة الرياض يوم الإثنين 12 شوال 1442 هـ الموافق 24 مايو 2021 في مدينة جدة.
كما شاركت الفنانة أصالة نصري والفنان ماجد المهندس في إحياء حفل زواج الأميرة حصة بن سلمان بن عبد العزيز آل سعود ، وذكرت الفنانة أصالة ذلك عبر حسابها على الإنستغرام. فيما قدمت الفنانة أحلام الشامسي الزفة بصوتها، ونشرتها على صفحتها الخاصة بموقع الفيديوهات «يوتيوب».